# Günther Abel
Günther Abel (* 22. Dezember 1956 in Winterberg) ist ein ehemaliger deutscher nordischer Kombinierer. Er nahm an zwei Olympischen Winterspielen teil, 1976 in Innsbruck und 1980 in Lake Placid.

## Karriere
Abel startete für den SK Winterberg. Er belegte 1976 den 14. und 1980 den 24. Platz bei den Olympischen Winterspielen in der Nordischen Kombination. Außerdem nahm er 1978 an den Nordischen Skiweltmeisterschaften in Lahti teil. 1976 wurde er mit der Vereinsstaffel des Skiklub Winterberg über 4 × 10 km Deutscher Meister und in den Jahren 1976, 1977 und 1978 Deutscher Vizemeister in der Nordischen Kombination. Er war der ewige Zweite hinter Urban Hettich aus Schonach im Schwarzwald. Heute ist er Stützpunkttrainer Nordische Kombination am Olympiastützpunkt Winterberg/Willingen.